# Ophelia (maleri)
 For alternative betydninger, se Ophelia. (Se også artikler, som begynder med Ophelia)
Ophelia er et oliemaleri af John Everett Millais fra 1852.
John Everett Millais var maler og illustrator og en af de engelske prærafaelitter. Han har malet Ophelia (1852), som hænger på Tate Britain i London. Motivet er hentet fra Shakespeares tragedie Hamlet (4. akt), hvor Ofelias død beskrives af Hamlets mor Gertrude, som fortæller, at Ofelia druknede i et vandløb – syngende og grebet af vanvid. 
Ofelias poetiske vanvid har vakt mange kunstneres interesse. Den sarte kvindelige skønhed i det mørke vand er et morbidt scenarie og et eksempel på victoriatidens fascination af en smuk kvindes død. Forfatteren Edgar Allan Poe skrev, at det mest poetiske tema er en smuk kvindes død: The death of a beautiful woman, is unquestionably the most poetical topic in the world. Modellen til Millais´ Ophelia er kunstneren Elisabeth Siddal, som var indbegrebet af det prærafaelittiske skrøbelige kvindeideal: resigneret seksualitet.
Bemærk det tætte indkapslede løvhang med den minutiøse botaniske korrekthed. 
Millais og de andre prærafaelitter brugte flittigt blomsterne og naturens metaforik i deres værker, og i maleriet Ophelia flyder Ofelia under grædepile og er omgivet af violer, der symboliserer troskab og den røde valmue, der symboliserer søvn og død.(Shakespeare nævner ikke valmuen). Ofelia er fåmælt, men hun blomstrer  bogstavelig talt sprogligt i sit vanvid. I 4. akt scene V taler hun mere end i resten af stykket: 
"There´s rosemary, that´s for remembrance; pray, love, remember: and there is pansies, that´s for thoughts. There´s fennel for you, and columbines: – there´s rue for you and here´s some for me: – we may call it herb-grace o´ sundays: – O, you must wear your rue with a difference. – There´s a daisy: I would give you some violets, but they withered all when my father died: – they say, he made a good end." Der er ikke noget at sige til, at præ-rafaeliterne sværmede for Ofelia. Hendes sørgelige skæbne og poetiske optagethed af botanik var et passende motiv for dem. 
Maleriet har en kvalitet og foruroligende effekt, som gør, at det næppe bliver opfattet som kitsch.